# Cyanarctia lithosiaphila
Cyanarctia lithosiaphila là một loài bướm đêm thuộc phân họ Arctiinae, họ Erebidae.